# Stazione di Seogangdae
La stazione di Seogangdae (서강대역 - 西江大譯, Seogangdae-yeok ) è una stazione ferroviaria di Seul, in Corea del Sud. Presso la stazione passa la linea Gyeongui-Jungang della Korail, e fermano i treni locali e gli espressi Jungang.

## Storia
La stazione aprì come stazione di Seogang (서강역 - 西江譯, Seogang-yeok ) il 1º dicembre 1929 come fermata sulla linea Gyeongui, e venne quindi promossa a stazione nel 1930. A partire dal 1944 iniziarono a fermare anche i treni merci, servizio che continuò fino al 1967. A partire dal 1975 terminò anche il transito di passeggeri, e la stazione rimase abbandonata per diversi anni, fino al 2005 quando, con l'elettrificazione e il potenziamento della linea Gyeongui venne approvato il progetto di rifacimento in sotterranea della stazione. Nel 2011 venne demolito il vecchio fabbricato viaggiatori, e il 15 dicembre 2012 inaugurata la nuova stazione sotterranea.
Il 17 marzo 2014 la stazione è stata rinominata con il nome attuale, per indicare la vicinanza all'Università Sogang (abbreviata in coreano, appunto, Seogangdae), e dalla fine del 2014 ospita anche i servizi diretti della linea Gyeongui-Jungang con l'apertura della linea Yongsan.

## Linee
Korail
■ Linea Gyeongui-Jungang (Codice: K313)

## Struttura
La stazione è dotata di due marciapiedi laterali con due binari passanti sotterranei, e completa di porte di banchina. Sono inoltre presenti tornelli di accesso automatici, servizi igienici
| 1 | ■ Linea Gyeongui-Jungang | per Digital Media City, Ilsan e Munsan |
| 2 | ■ Linea Gyeongui-Jungang | solo discesa passeggeri (capolinea)    |

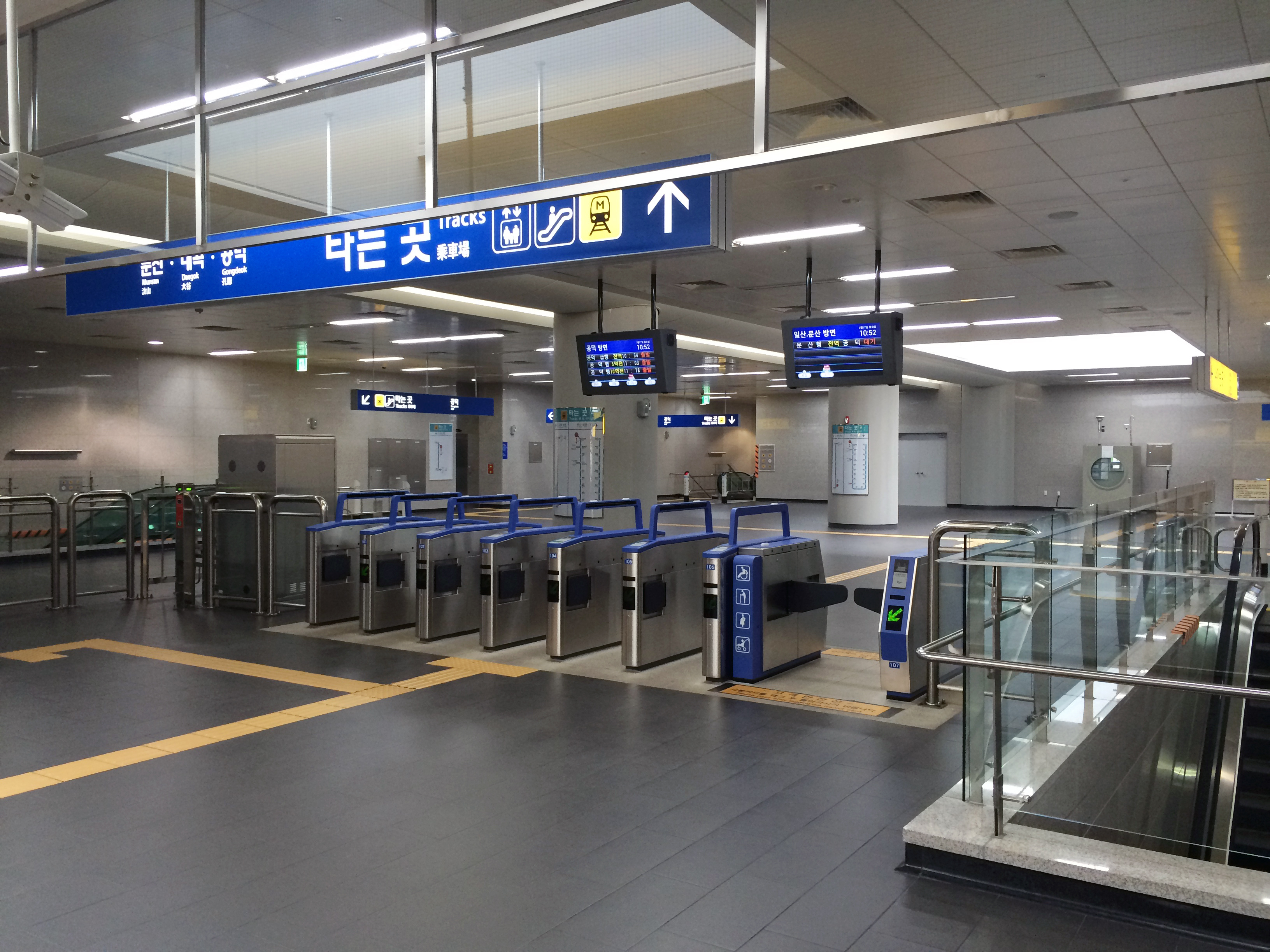
Vista dei tornelli di accesso
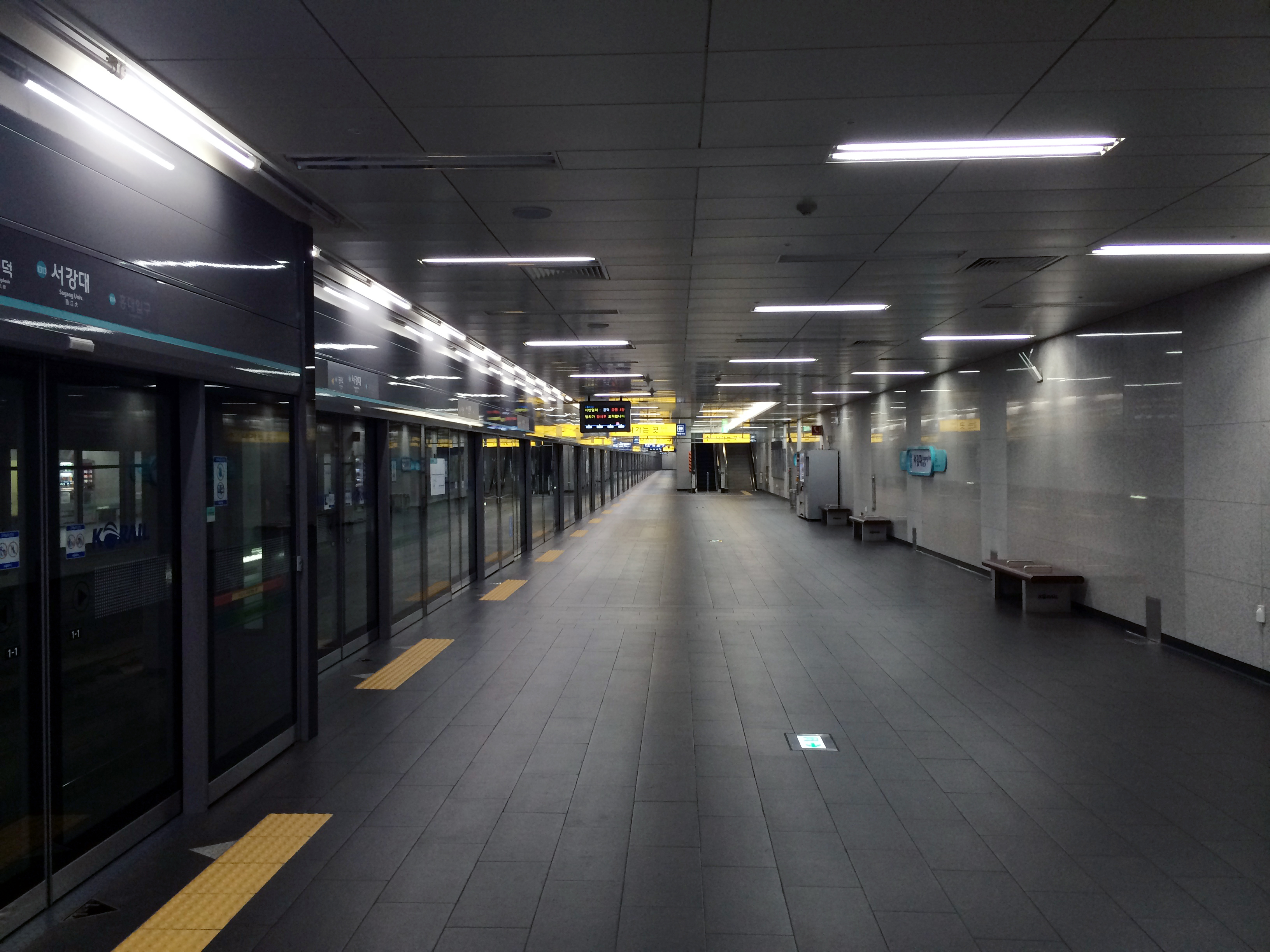
Una banchina

## Stazioni adiacenti
| «                      | Servizio                | »                      |
| Linea Gyeongui-Jungang | Linea Gyeongui-Jungang  | Linea Gyeongui-Jungang |
| ---------------------- | ----------------------- | ---------------------- |
| Gongdeok               | Locale Espresso Jungang | Hongdae-ipgu           |
| Transito               | Espresso Yongsan        | Transito               |